# Rómulo, Remo y Khaleesi
Rómulo, Remo y Khaleesi son tres ejemplares de lobo gris (Canis lupus) modificados genéticamente por la empresa Colossal Biosciences el 1 de octubre de 2024, con el propósito de replicar el fenotipo del extinto lobo terrible (Aenocyon dirus). Junto con una loba de nombre Khaleesi, nacida posteriormente el 30 de enero de 2025, la empresa afirma que los dos machos representan los primeros especímenes vivos con características fenotípicas del lobo terrible desde su extinción, ocurrida hace aproximadamente 10 000 años.
Para alcanzar este objetivo, los científicos reescribieron 14 genes clave en células progenitoras endoteliales del lobo gris, con el fin de expresar 20 rasgos característicos del lobo terrible. Cabe destacar que “ningún ADN antiguo del lobo terrible fue incorporado directamente en el genoma del lobo gris.” El anuncio público de su nacimiento, realizado en abril de 2025, atrajo una considerable atención mediática y científica.

## Génesis
La creación de estos lobos grises, denominados por algunos como "lobos terribles resucitados", implicó el análisis de muestras de ADN antiguo procedentes de dos fuentes distintas: un diente de aproximadamente 13.000 años de antigüedad hallado en la Cueva Sheriden, un yacimiento arqueológico del período glacial ubicado en el condado de Wyandot, al noroeste del estado de Ohio; y un hueso del oído con una antigüedad estimada de 72 000 años, descubierto en American Falls, estado de Idaho. Los científicos de la empresa Colossal Biosciences señalaron que, en lugar de insertar directamente ADN ancestral en animales modernos, identificaron alrededor de veinte modificaciones genéticas distribuidas en catorce genes, los cuales distinguen al lobo terrible (Aenocyon dirus) del lobo gris actual (Canis lupus).
El equipo científico aisló células progenitoras endoteliales (EPCs) a partir de muestras sanguíneas de lobos grises, y posteriormente empleó la técnica de edición genética CRISPR para modificar catorce genes con el objetivo de expresar veinte rasgos atribuidos al lobo terrible. Entre dichas características se incluyen un tamaño corporal superior, una cabeza de mayor amplitud y una coloración blanca del pelaje. Los núcleos genéticamente modificados fueron transferidos a óvulos previamente enucleados, los cuales se desarrollaron como embriones en condiciones controladas de laboratorio. De un total de 45 óvulos manipulados, tres embriones viables fueron exitosamente implantados en madres sustitutas caninas.
Las madres sustitutas fueron seleccionadas entre perros domésticos mestizos, escogidos por su buen estado de salud general y su tamaño adecuado para albergar crías de dimensiones superiores, propias del lobo terrible. Una de estas madres sustitutas, una perra doméstica llamada Skyla, desempeñó un papel crucial en el proyecto. Los embarazos fueron monitoreados de manera continua mediante ecografías semanales, y los tres nacimientos se realizaron mediante cesáreas programadas, con el fin de reducir al mínimo cualquier posible complicación.

## Características y crecimiento
Rómulo y Remo, nacidos el 1 de octubre de 2024, se encuentran actualmente albergados en una reserva ecológica de 2 000 acres (aproximadamente 800 hectáreas) ubicada en territorio estadounidense, cuyo emplazamiento permanece confidencial a fin de proteger a los animales de cualquier tipo de interferencia externa. Esta reserva está delimitada por cercas de aproximadamente tres metros de altura y comprende, además, un área reducida de seis acres (aproximadamente 2,4 hectáreas) que contiene una clínica veterinaria, refugios para condiciones meteorológicas extremas y madrigueras naturales. Los animales reciben supervisión veterinaria ininterrumpida las 24 horas del día. Los ejemplares fueron nombrados en honor a los legendarios hermanos gemelos Rómulo y Remo, fundadores míticos de Roma, quienes —según la mitología romana— habrían sido amamantados por una loba durante su infancia. Durante su etapa de cachorros, se les fotografió descansando sobre el trono original utilizado en la serie Game of Thrones.
Su dieta está compuesta por carne de venado, res y caballo, suplementada con vísceras y complementos nutricionales especialmente formulados. Tras el destete, fueron alimentados inicialmente con carne triturada, y en la actualidad se les proporciona presas enteras para permitir que desarrollen comportamientos naturales de desgarro. No se les ha suministrado presa viva, y según el personal del recinto, hasta la fecha no se han observado interacciones con fauna silvestre menor que eventualmente pudiera ingresar en su entorno.
Las modificaciones genéticas aplicadas han derivado en diferencias físicas notables con respecto al lobo gris, entre ellas una coloración blanca del pelaje y vocalizaciones distintivas, particularmente en sus aullidos, que presentan patrones acústicos únicos. Morfológicamente, los animales presentan un tamaño corporal significativamente mayor, una estructura de hombros más robusta, cráneo más ancho, dentición y mandíbulas de mayor volumen, así como extremidades más musculosas. Desde el nacimiento, manifestaron comportamientos naturales de la especie, tales como el aullido precoz (alrededor de las dos semanas de edad), conductas de acecho y caza, y una marcada desconfianza hacia los humanos. A diferencia de los cánidos domesticados, los animales mantienen una distancia prudente respecto a las personas, incluyendo a sus cuidadores, y exhiben comportamientos típicos de huida cuando se les intenta acercar.
Según investigaciones genéticas preliminares aún no revisadas por pares, Colossal sostiene que el lobo terrible habría presentado una coloración pálida en su pelaje. En el caso de los cachorros, su pelaje blanco es producto de la expresión de un gen presente en perros domésticos, seleccionado como sustituto de un gen ancestral presuntamente original, el cual implicaría un "riesgo de ceguera y sordera".
A los seis meses de edad, Rómulo y Remo alcanzaron una longitud cercana a 1,20 metros y un peso estimado de 36,3 kilogramos cada uno. Se proyecta que, al llegar a la madurez completa, puedan alcanzar hasta 1,83 metros de longitud y un peso aproximado de 68 kilogramos.
Su hermana Khaleesi nació el 30 de enero de 2025 y fue nombrada en homenaje al personaje Daenerys Targaryen de la serie Game of Thrones. Los tres ejemplares conforman actualmente una manada reducida mantenida en conjunto.

## Limitaciones
Si bien los ejemplares reciben atención veterinaria integral, su entorno actual de vida presenta limitaciones notables en comparación con el hábitat natural de los lobos salvajes. El territorio restringido en el que habitan, así como el reducido tamaño de la manada, no reproducen fielmente ni la estructura social característica de los lobos ni las necesidades territoriales propias de la especie.
Adicionalmente, las adaptaciones anatómicas y conductuales específicas del Aenocyon dirus —comúnmente conocido como lobo terrible—, las cuales se presume estaban orientadas a la caza de megafauna del Pleistoceno, no pueden ser replicadas en el entorno controlado que ocupan actualmente. Entre las presas que habrían constituido su dieta natural se incluyen especies extintas como el mamut colombino (Mammuthus columbi), el bisonte gigante y el Bison antiquus, el camélido prehistórico Camelops, el berrendo enano, los perezosos terrestres gigantes como el Megalonyx y el perezoso de Harlan (Paramylodon harlani), el mastodonte americano (Mammut americanum), así como varias especies de caballos salvajes extintos, entre ellas el caballo mexicano, el caballo occidental y el caballo de Hagerman (Equus simplicidens).